# Bergmästardistrikt
Bergmästardistrikt var de regioner, styrda av en bergmästare som bergsstatens förvaltning indelades i. Bergmästardistrikten skapades vid mitten av 1700-talet under namn av bergmästardömen, var tolv till antalet och sorterade under Bergskollegium. 
1857 omorganiserades bergmästardistrikten till att sortera under bergsstaten och i samband med det minskade deras antal till nio. 1875 blev de sex: 
- Norra bergmästardistriktet omfattande Västerbottens, Jämtlands och Västernorrlands län
- Gävle-Dala bergmästardistrikt omfattande Gävleborgs och Kopparbergs län
- Östra bergmästardistriktet omfattande Stockholms, Uppsala, Södermanlands och Västmanlands län
- Mellersta bergsmansdistriktet omfattande Örebro och Skaraborgs län
- Västra bergmästardistriktet omfattande Värmlands, Älvsborgs och Göteborgs och Bohus län
- Södra bergmästardistriktet omfattande Östergötlands, Jönköpings, Kronobergs, Kalmar, Gotlands, Blekinge, Kristianstad, Malmöhus och Hallands län.[2]

1929 blev bergmästardistrikten fem i det att Mellersta bergmästardistriktet upphörde och Örebro län överfördes till Östra bergmästardistriktet och Skaraborgs län till Västra bergmästardistriktet. 1937 blev bergmästardistrikten fyra då Gävle-Dala bergmästardistrikt uppgick i Östra bergmästardistriktet.
Bergmästardistriktsindelningen upphörde 1998.